# Rennibister Earth House
Het Rennibister Earth House, gelegen 6,5 km westnoordwest van Kirkwall, Mainland (Orkney) op een boerenerf, is een ondergrondse constructie uit de ijzertijd (ca. 1000 v.Chr.). Vermoedelijk was het oorspronkelijk een opslagkelder van een roundhouse, waarbij de constructie boven de grond in de tijd verloren is gegaan.

## Ontdekking
Op 12 november 1926 werd het souterrain ontdekt doordat een landbouwmachine door de grond zakte. De ruimte bevatte een grote hoeveelheid menselijke botten, die toebehoord hadden aan zes volwassenen en ongeveer twaalf kinderen van verschillende leeftijden. Het is een mysterie waarom deze botten in dit Earth House werden aangetroffen; dit is het enige Earth House op Orkney waarin menselijke resten zijn gevonden. Het wordt zeer onwaarschijnlijk geacht dat de ruimte gebouwd is als grafkelder.

## Architectuur
De wanden zijn gemaakt met de droge steen techniek. Een gebogen gang leidt naar een ovale kamer. De originele ingang moet een geleidelijk aflopende helling zijn geweest eindigend in een afstapje. De gang naar de ovale kamer is dusdanig laag dat er gekropen moet worden. In de ovale ruimte komen de muren ook in verticale richting naar binnen toe, waardoor een dak ontstaat. Het dak wordt verder gesteund door vier stenen pilaren. In de kamer zijn vijf ruimten in de muren gemaakt, welke op open kasten lijken.
Via een luik en ladder kan men tegenwoordig in het Rennibister Earth House komen.

## Beheer
Het Rennibister Earth House wordt, net als het Grain Earth House in Kirkwall, beheerd door Historic Environment Scotland.